# Hypsicera imperfecta
Hypsicera imperfecta là một loài tò vò trong họ Ichneumonidae.